# Ginnastica ai II Giochi europei
Le gare di ginnastica ai II Giochi europei sono state disputate a Minsk dal 22 al 30 giugno 2019 e comprendevano cinque diverse discipline di cui tre olimpiche: la ginnastica artistica, la ginnastica ritmica e il trampolino elastico e due non olimpiche: la ginnastica acrobatica e la ginnastica aerobica.

## Podi

### Ginnastica artistica
| Evento                         | Oro                  | Punteggio | Argento              | Punteggio | Bronzo                 | Punteggio |
| Ginnastica artistica maschile  |                      |           |                      |           |                        |           |
| Concorso individuale           | David Beljavskij     | 85,465    | Oleh Vernjajev       | 84,632    | Vladislav Poliashov    | 84,464    |
| Corpo libero                   | Emil Soravuo         | 14,433    | Giarnni Regini-Moran | 14,233    | Petro Pachnjuk         | 14,200    |
| Cavallo con maniglie           | David Beljavskij     | 15,033    | Oleh Vernjajev       | 14,900    | Andrėj Lichavicki      | 14,566    |
| Anelli                         | Marco Lodadio        | 14,800    | Vahagn Davtjan       | 14,766    | Ihor Radivilov         | 14,733    |
| Volteggio                      | Artur Davtjan        | 15,016    | Dmitrij Lankin       | 14,733    | Ihor Radivilov         | 14,649    |
| Parallele                      | Oleh Vernjajev       | 15,333    | Marios Georgiou      | 14,900    | Ferhat Arıcan          | 14,833    |
| Sbarra                         | Robert Tvorogal      | 14,400    | Ahmet Onder          | 14,100    | David Vecsernyes       | 14,066    |
| Ginnastica artistica femminile |                      |           |                      |           |                        |           |
| Concorso individuale           | Angelina Mel'nikova  | 54,498    | Lorette Charpy       | 54,166    | Diana Varins'ka        | 52,766    |
| Volteggio                      | Teja Belak           | 14,283    | Angelina Mel'nikova  | 14,133    | Sára Péter             | 14,066    |
| Parallele asimmetriche         | Angelina Mel'nikova  | 14,466    | Becky Downie         | 14,400    | Anastasiya Alistratava | 14,233    |
| Trave                          | Nina Derwael         | 13,766    | Angelina Mel'nikova  | 13,600    | Diana Varins'ka        | 13,100    |
| Corpo libero                   | Anastasija Bačyns'ka | 13,200    | Aneta Holasová       | 12,966    | Jessica Castles        | 12,933    |

### Ginnastica ritmica
| Evento                      | Oro                                                                                                | Punteggio | Argento                                                                                    | Punteggio | Bronzo                                                                                             | Punteggio |
| Individuale                 | |           |                                                                                            |           | |           |
| Concorso individuale        | Dina Averina                                                                                       | 87,750    | Linoy Ashram                                                                               | 84,700    | Kacjaryna Halkina                                                                                  | 79,300    |
| Cerchio                     | Dina Averina                                                                                       | 22,850    | Kacjaryna Halkina                                                                          | 21,750    | Vlada Nikol'čenko                                                                                  | 21,450    |
| Palla                       | Linoy Ashram                                                                                       | 22,500    | Katrin Taseva                                                                              | 21,400    | Dina Averina                                                                                       | 21,300    |
| Clavette                    | Linoy Ashram                                                                                       | 22,700    | Dina Averina                                                                               | 22,600    | Vlada Nikol'čenko                                                                                  | 21,750    |
| Nastro                      | Dina Averina                                                                                       | 21,350    | Linoy Ashram                                                                               | 21,100    | Katrin Taseva                                                                                      | 20,450    |
| A squadre                   | |           |                                                                                            |           | |           |
| Concorso a squadre          | Bielorussia Hanna Hajdukevič Anastasija Rybakova Hanna Švajba Aryna Cycylina Karyna Jarmolenka     | 52,600    | Bulgaria Simona Djankova Stefani Kirjakova Madlen Radukanova Erika Zafirova Laura Traets   | 52,550    | Russia Vera Birjukova Anastasija Maksimova Anastasija Šišmakova Anželika Stubajlo Marija Tolkačëva | 51,700    |
| 5 Palle a squadre           | Russia Vera Birjukova Anastasija Maksimova Anastasija Šišmakova Anželika Stubajlo Marija Tolkačëva | 27,300    | Bulgaria Simona Djankova Stefani Kirjakova Madlen Radukanova Erika Zafirova Laura Traets   | 26,800    | Bielorussia Hanna Hajdukevič Anastasija Rybakova Hanna Švajba Aryna Cycylina Karyna Jarmolenka     | 26,150    |
| Clavette e cerchi a squadre | Bielorussia Hanna Hajdukevič Anastasija Rybakova Hanna Švajba Aryna Cycylina Karyna Jarmolenka     | 26,450    | Ucraina Alina Bychno Tetjana Dovženko Diana Myžeryc'ka Anastasija Voznjak Valerija Juzvjak | 26,375    | Bulgaria Simona Djankova Stefani Kirjakova Madlen Radukanova Erika Zafirova Laura Traets           | 25,750    |

### Trampolino elastico
| Evento                        | Oro                                              | Punteggio | Argento                                  | Punteggio | Bronzo                                  | Punteggio |
| Trampolino elastico maschile  |                                                  |           |                                          |           |                                         |           |
| Trampolino individuale        | Uladzislaŭ Hančaroŭ                              | 60,045    | Michail Mel'nik                          | 59,435    | Diogo Ganchinho                         | 58,660    |
| Trampolino sincronizzato      | Polonia Łukasz Jaworski Artur Zakrzewski         | 51,450    | Ucraina Anton Davydenko Mykola Prostorov | 51,350    | Francia Sébastien Martiny Allan Morante | 50,790    |
| Trampolino elastico femminile |                                                  |           |                                          |           |                                         |           |
| Trampolino individuale        | Léa Labrousse                                    | 54,800    | Luba Golovina                            | 53,990    | Hanna Hančarova                         | 53,970    |
| Trampolino sincronizzato      | Bielorussia Hanna Hančarova Maryja Macharynskaja | 50,230    | Ucraina Maryna Kyjko Svitlana Malkova    | 48,240    | Russia Irina Kundius Jana Pavlova       | 48,140    |

### Ginnastica acrobatica
| Evento                  | Oro                                                           | Punteggio | Argento                                                                    | Punteggio | Bronzo                                                                     | Punteggio |
| Femminile               |                                                               |           |                                                                            |           |                                                                            |           |
| Concorso a squadre      | Belgio Talia De Troyer Britt Vanderdonckt Charlotte Van Royen | 29,960    | Portogallo Francisca Maia Francisca Sampaio Maia Bárbara da Silva Sequeira | 29,110    | Bielorussia Veranika Nabokina Julija Ivončyk Karina Sandovič               | 29,060    |
| Statico (squadre)       | Bielorussia Veranika Nabokina Julija Ivončyk Karina Sandovič  | 29,520    | Belgio Talia De Troyer Britt Vanderdonckt Charlotte Van Royen              | 29,230    | Portogallo Francisca Maia Francisca Sampaio Maia Bárbara da Silva Sequeira | 28,570    |
| Dinamico (squadre)      | Belgio Talia De Troyer Britt Vanderdonckt Charlotte Van Royen | 28,830    | Portogallo Francisca Maia Francisca Sampaio Maia Bárbara da Silva Sequeira | 28,740    | Bielorussia Veranika Nabokina Julija Ivončyk Karina Sandovič               | 28,090    |
| Mista                   |                                                               |           |                                                                            |           |                                                                            |           |
| Concorso a coppie miste | Russia Kirill Starcev Victora Aksenova                        | 29,580    | Azerbaigian Abdulla Al-Mashaykhi Ruhidil Gurbanli                          | 29,540    | Bielorussia Artur Beliakou Volha Mel'nik                                   | 29,420    |
| Statico (coppie miste)  | Bielorussia Artur Beliakoŭ Volha Mel'nik                      | 29,490    | Russia Kirill Starcev Victora Aksenova                                     | 29,230    | Azerbaigian Abdulla Al-Mashaykhi Ruhidil Gurbanli                          | 28,160    |
| Dinamico (coppie miste) | Russia Kirill Starcev Victora Aksenova                        | 29,060    | Azerbaigian Abdulla Al-Mashaykhi Ruhidil Gurbanli                          | 28,830    | Bielorussia Artur Beliakoŭ Volha Mel'nik                                   | 28,810    |

### Ginnastica aerobica
| Evento          | Oro                                                                                | Punteggio | Argento                                                                                  | Punteggio | Bronzo                                                                      | Punteggio |
| A coppie miste  | Italia Michela Castoldi Davide Donati                                              | 21,850    | Romania Dacian Nicolae Barna Andreea Bogati                                              | 21,800    | Russia Tat'jana Konakova Grigorij Šichaleev                                 | 21,300    |
| A squadre miste | Russia Garsevan Džanazian Timur Kulaev Il'ja Ostapenko Pëtr Perminov Roman Semënov | 22,250    | Bulgaria Tihomir Barotev Ivelina Lukaki Antonio Papazov Darina Pašova Ana Marja Stojlova | 22,186    | Romania Dacian Barna Gabriel Bocser Andreea Bogati Marian Brotei Mihai Popa | 22,083    |